# Білашівська сільська рада (Ковельський район)
| Білашівська сільська рада — адміністративно-територіальна одиниця та орган місцевого самоврядування в Ковельському районі Волинської області з адміністративним центром в селі Білашів. Утворена в 1939 році, складається з чотирьох сіл, населення — 806 осіб. Сільській раді підпорядковані населені пункти: - с. Білашів - с. Грушівка - с. Іванівка - с. Перковичі |

## Склад ради
Рада складається з 14 депутатів та голови.

## Керівний склад сільської ради
| ПІБ                         | Основні відомості                                                    | Дата обрання | Дата звільнення |
| --------------------------- | -------------------------------------------------------------------- | ------------ | --------------- |
| Косянчук Василь Іванович    | Сільський голова, 1966 року народження, освіта, член народної партії | 26.03.2006   | 02.02.2010      |
| Юзинкевич Катерина Юхимівна | Сільський голова, 1956 року народження, освіта, позапартійна         | 20.06.2010   | 31.10.2010      |
| Юзинкевич Катерина Юхимівна | Сільський голова, 1956 року народження, освіта вища, позапартійна    | 31.10.2010   |                 |

Примітка: таблиця складена за даними джерела

## Населення
| Села Білашівської сільради | 2001 рік | 1987 рік |
| Сукупне населення          | 860      | 2,650    |
| -------------------------- | -------- | -------- |
| Білашів                    | 493      | 1,100    |
| Грушівка                   | 140      | 700      |
| Іванівка                   | 25       | 150      |
| Перковичі                  | 202      | 700      |

## Географія
Сільрада розташована на південно-західному краї Ковельського району. З півдня та заходу граничить з Турійським районом. З північного боку межує з Колодяжненською сільською радою, а зі східного — з Любитівською.
Найбільші водойми: озера: Перковичівське, Грушівське, Іваничівське та річечка Воронка.
Через села Білашів та Грушівка проходить регіональний шлях Т 0311.

## Історія
До другої світової війни територія сільської ради відносилася до сільської ґміни Любитів Ковельського повіту Волинського воєводства Польської республіки.
В першій половині вересня 1939 року ці землі були захопленні Радянським Союзом та були включенні до Ковельського району, Волинської області УРСР. З 1941 по 1944 рік це була територія Ковельського повіту, що входив до генерального округу Волинь і Поділля Рейхскомісаріату Україна.
5 лютого 1965 року, Указом Президії Верховної Ради Української РСР, передано Білашівську сільську раду Турійського району Волинської області до складу Ковельського району.